# 236-os busz (Budapest)

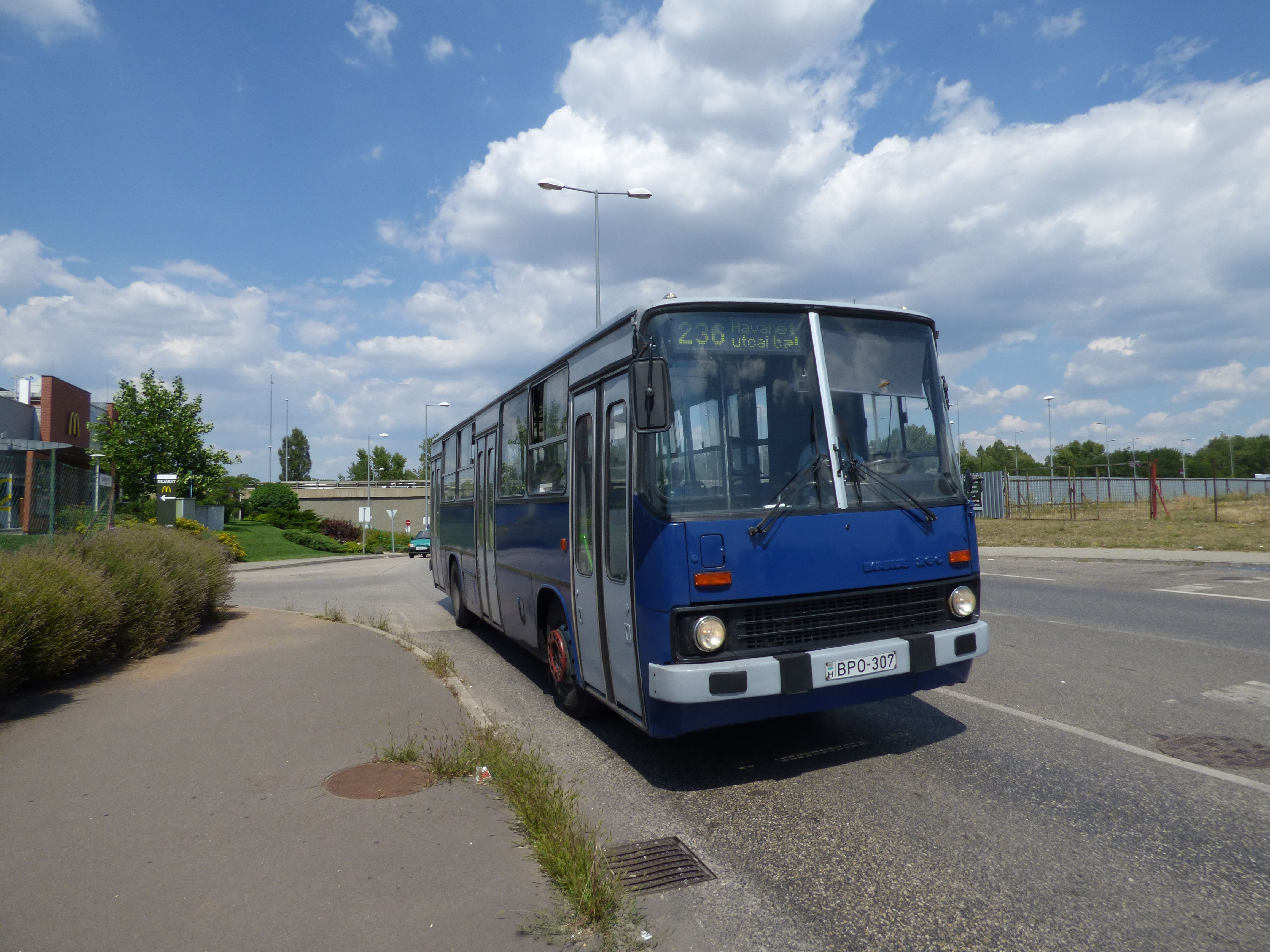
Ikarus 260-as busz pótol a vonalon

A budapesti 236-os jelzésű autóbusz a Vecsés, Market Central Ferihegy és a Havanna utcai lakótelep, a 236A jelzésű betétjárat a Ganztelep, Mednyánszky utca és a Havanna utcai lakótelep között közlekedik. A Vecsés felől érkező 236-os buszok többsége a Mednyánszky utcától 236A jelzéssel közlekedik tovább. A viszonylatokat a Budapesti Közlekedési Zrt. üzemelteti.

## Története
A járatot 2013. november 4-én indították a Havanna lakótelep és Vecsés, Market Central Ferihegy között.

## Útvonala
| Vecsés, Market Central Ferihegy → Havanna utcai lakótelep → Vecsés, Market Central Ferihegy | Vecsés, Market Central Ferihegy → Havanna utcai lakótelep → Vecsés, Market Central Ferihegy |
| --- | ------------------------------------------------------------------------------------------- |
| Vecsés, Market Central Ferihegy vá. – áruházi bekötőút – Lincoln út – Lőrinci utca – Széchenyi utca – Budapest, Üllői út – Mednyánszky utca – Bartók Béla utca – Benczúr utca – Üllői út – Béke tér – Nagybánya utca – Nap utca – Bakonybánk utca – Szinyei Merse utca – Nagybánya utca – Béke tér – Üllői út – Baross utca – Margó Tivadar utca – Kinizsi Pál utca – Barta Lajos utca – Csapó utca – Darányi Ignác utca – Üllői út – Thököly út – SZTK szervizút – Gárdonyi Géza utca – Haladás utca – Czuczor Gergely utca – Ráday Gedeon utca – Üllői út – Béke tér szervizút – Királyhágó út – Nagybánya utca – Nap utca – Bakonybánk utca – Szinyei Merse utca – Nagybánya utca – Béke tér – Üllői út – – lehajtó – Lincoln úti körforgalom – felhajtó – Vecsés, Fő út – Nimród utca – áruházi bekötőút – Vecsés, Market Central Ferihegy vá. |                                                                                             |

## Megállóhelyei
Az átszállás kapcsolatok között a 236A jelzésű betétjárat nincsen feltüntetve, amely Ganztelep, Mednyánszky utca és Havanna lakótelep között közlekedik.
| A 236-os busz önálló szakasza          |                                            |                                                                                          |
| 0                                      | Vecsés, Market Central Ferihegy végállomás |                                                                                          |
| 2                                      | Lincoln út                                 | 193E 576, 577                                                                            |
| 2                                      | Lőrinci utca                               | 193E                                                                                     |
| 4                                      | Pestszentlőrinc, sorompó                   | 193E 577                                                                                 |
| A 236-os és a 236A busz közös szakasza |                                            |                                                                                          |
| 6                                      | Ganztelep, Mednyánszky utca                | 193E, 266                                                                                |
| 7                                      | Kupeczky János utca                        | 193E, 266                                                                                |
| 9                                      | Gyergyó utca                               | 193E, 266                                                                                |
| 10                                     | Rába utca                                  | 193E, 266                                                                                |
| 11                                     | Pestszentlőrinc, Béke tér                  | 50 166, 193E, 266 577                                                                    |
| 12                                     | Duna utca                                  | 166, 266                                                                                 |
| 14                                     | Ferihegy vasútállomás                      | 166, 200E, 266 575, 576, 578, 580, 581 S50 Z50 IC, sebesvonat, gyorsvonat, expresszvonat |
| 15                                     | Duna utca                                  | 166, 266                                                                                 |
| 16                                     | Pestszentlőrinc, Béke tér                  | 50 166, 193E, 266 577                                                                    |
| 17                                     | Ungvár utca                                | 50                                                                                       |
| 18                                     | Bajcsy-Zsilinszky út                       | 50 183                                                                                   |
| 19                                     | Honvéd utca                                | 50 183                                                                                   |
| 20                                     | Iparvasút                                  | 50                                                                                       |
| 21                                     | Madarász utca                              | 50                                                                                       |
| 22                                     | Szarvas csárda tér                         | 50 93, 93A, 182, 182A, 183, 184, 193E, 198, 217, 217E, 282E, 284E 577                    |
| 23                                     | Thököly út                                 | 50 36, 93, 93A                                                                           |
| 24                                     | Baross utca                                | 50 36, 93, 93A                                                                           |
| 25                                     | Margó Tivadar utca                         | 36, 93, 93A, 136E                                                                        |
| 26                                     | Fiatalság utca                             | 36, 132E, 136, 142E                                                                      |
| 26                                     | Barta Lajos utca                           | 36, 93, 93A, 132E, 136, 142E                                                             |
| 27                                     | Kondor Béla sétány                         | 132E, 136, 142E                                                                          |
| 28                                     | Vörösmarty Mihály utca                     | 132E, 136, 142E                                                                          |
| 29                                     | Dembinszky utca                            | 136                                                                                      |
| 30                                     | Margó Tivadar utca                         | 50 136                                                                                   |
| 31                                     | Kemény Zsigmond utca                       | 50                                                                                       |
| 32                                     | Baross utca                                | 50 36, 93, 93A                                                                           |
| 32                                     | Thököly út                                 | 50 36, 93, 93A                                                                           |
| 34                                     | Szakorvosi rendelőintézet                  |                                                                                          |
| 35                                     | Lőrinci piac                               |                                                                                          |
| 36                                     | Regény utca                                | 93, 93A, 182, 182A, 183, 184, 198, 217, 217E, 282E, 284E                                 |
| 36                                     | Pestszentlőrinc, Szarvas csárda tér        | 93, 93A, 182, 182A, 183, 184, 198, 217, 217E, 282E, 284E                                 |
| 37                                     | Szarvas csárda tér                         | 50 93, 93A, 182, 182A, 183, 184, 193E, 198, 217, 217E, 282E, 284E 577                    |
| 38                                     | Madarász utca                              | 50                                                                                       |
| 39                                     | Iparvasút                                  | 50                                                                                       |
| 40                                     | Honvéd utca                                | 50 183                                                                                   |
| 41                                     | Bajcsy-Zsilinszky út                       | 50 183                                                                                   |
| 42                                     | Ungvár utca                                | 50                                                                                       |
| 43                                     | Pestszentlőrinc, Béke tér                  | 50 166, 193E, 266 577                                                                    |
| 44                                     | Duna utca                                  | 166, 266                                                                                 |
| 46                                     | Ferihegy vasútállomás                      | 166, 200E, 266 575, 576, 578, 580, 581 S50 Z50 IC, sebesvonat, gyorsvonat, expresszvonat |
| 47                                     | Duna utca                                  | 166, 266                                                                                 |
| 48                                     | Pestszentlőrinc, Béke tér                  | 50 166, 193E, 266 577                                                                    |
| 48                                     | Pestszentlőrinc, Béke tér                  | 193E, 266                                                                                |
| 49                                     | Rába utca                                  | 193E, 266                                                                                |
| 50                                     | Gyergyó utca                               | 193E, 266                                                                                |
| 51                                     | Kupeczky János utca                        | 193E, 266                                                                                |
| 52                                     | Ganztelep, Mednyánszky utca                | 193E, 266                                                                                |
| A 236-os busz önálló szakasza          |                                            |                                                                                          |
| 53                                     | Pestszentlőrinc, sorompó                   | 193E 577                                                                                 |
| 54                                     | Vecsés, Fő út                              | 193E                                                                                     |
| 56                                     | Vecsés, Market Central Ferihegy végállomás | 193E, 200E 575, 578, 580                                                                 |